# Fränkisch-Schwäbischer Jakobsweg

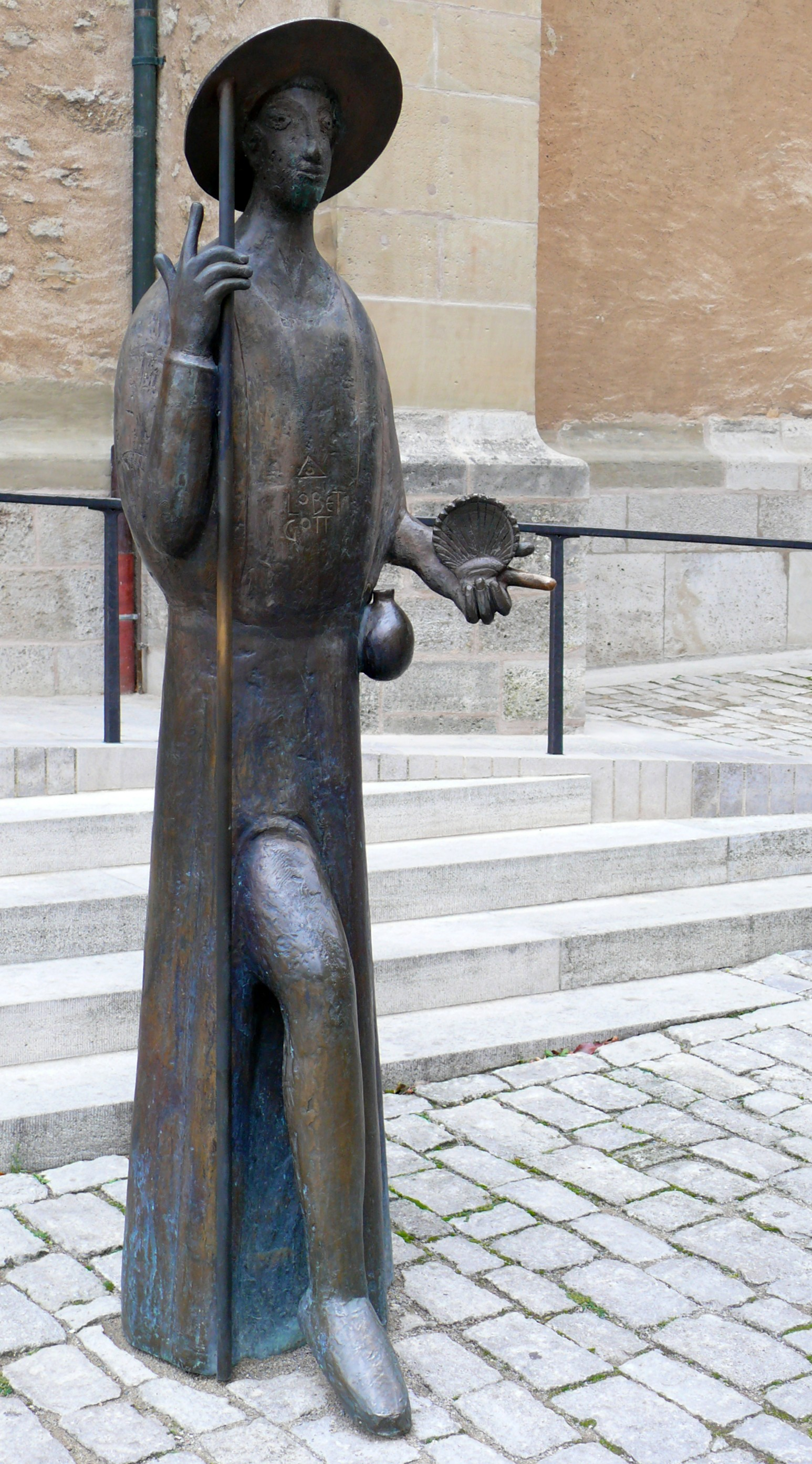
Denkmal eines Jakobspilgers in Bronze vor der St. Jakobskirche in Rothenburg ob der Tauber

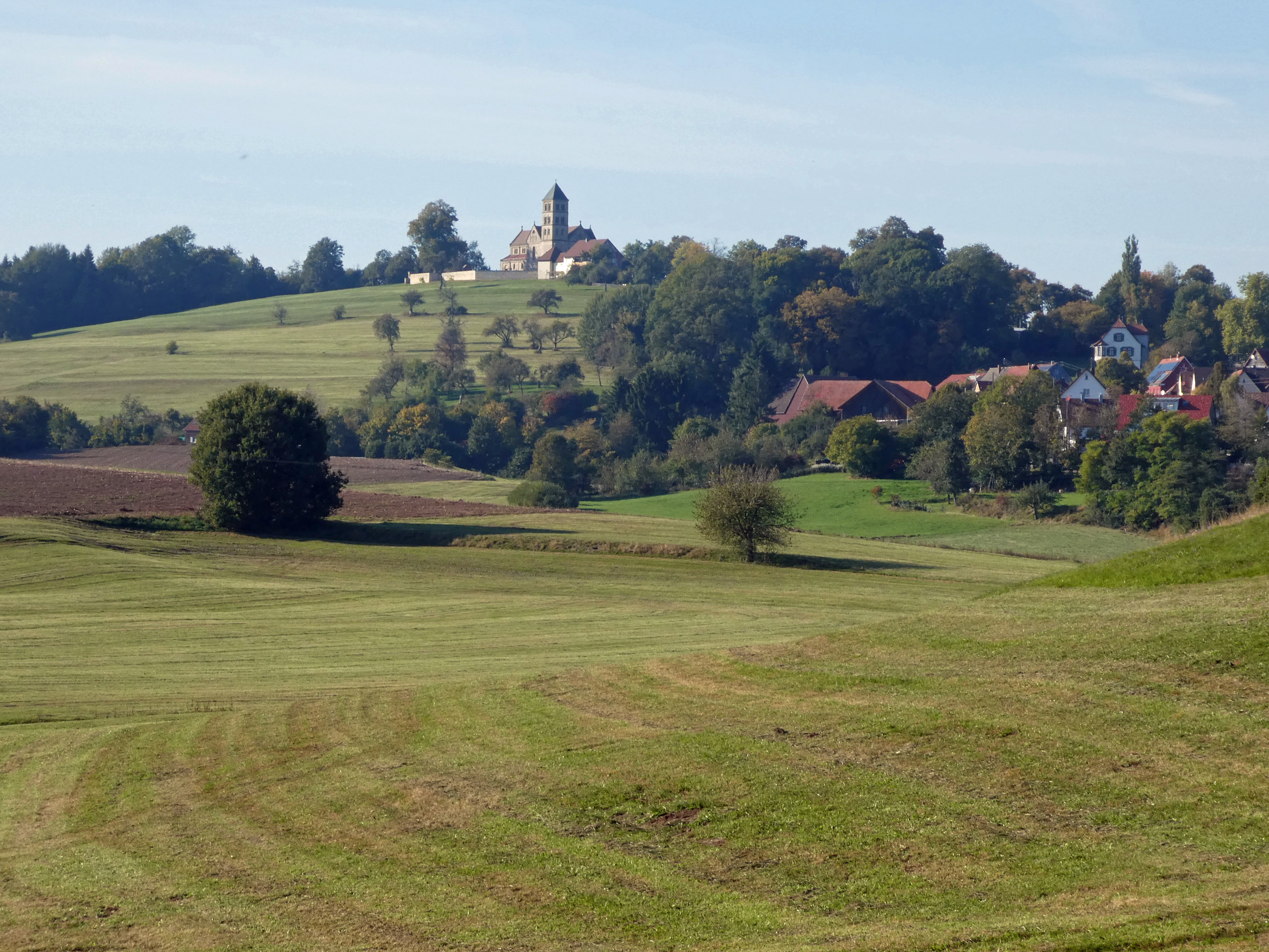
Die Jakobuskirche auf der Spitze des Hohenbergs ist eine weithin sichtbare Wallfahrtsstätte auf dem Fränkisch-Schwäbischen Jakobsweg

Der Fränkisch-Schwäbische Jakobsweg wurde 1999 als Verbindung des Unterfränkischen Jakobsweges von Würzburg bzw. auch des Fränkischen Jakobsweges von Nürnberg über Rothenburg ob der Tauber und die Ostalb nach Ulm eingerichtet. Dort schließt er an den Oberschwäbischen Jakobsweg an, der vom Ulmer Münster an den Bodensee führt.

## Entstehung im 20.Jahrhundert
Maßgeblichen Anstoß für die neuzeitliche Ausgestaltung des Weges gaben zwei miteinander ökumenisch befreundete Theologen: Pfarrer Sieger Köder, der von 1975 bis 1995 Seelsorger der St. Jakobuspfarrei Hohenberg in der Gemeinde Rosenberg gewesen ist und Pfarrer Wolfgang Lipp. Lipp, angeregt durch Köder, hat in einem langen Prozess des Sichtens und Sammelns viele alte Quellen ausgewertet, die einen wahrscheinlichen Wegverlauf historisch untermauern. Entstanden ist eine umfangreiche Studie zu den süddeutschen Jakobswegen und ihren Zubringern, was nach und nach eine praktische Wegführung ermöglichte. Lipp betont aber: „Ein Jakobusweg im süddeutschen Raum kann nie die Eindeutigkeit haben, wie das in Frankreich der Fall ist. […] Auch ist nicht zu erwarten, dass die Stationen fest bestimmbar sind […] wie Perlen an einer Schnur. Die Jakobspilger nahmen [in Süddeutschland] die Einrichtungen wahr, die für alle Pilger und Wanderer zur Verfügung standen.“
Dieter Klaschuweit und Wolfgang W. Meyer beschreiben diesen Weg ebenfalls ausführlich, gehen aber in ihrer Vorbemerkung davon aus, dass der „Übergang über die Alb keine Originalstrecke“ sein kann, „denn die Pilgerwanderer mieden größere Höhenunterschiede“. Sie sind davon überzeugt, dass zahllose Pilgerwanderer „eher in die Täler ausgewichen“ sind und damals westwärts durch das Remstal Cannstatt zugestrebt sind.

## Wegführung

### Der heutige Normalweg
Der Fränkisch-Schwäbische Jakobsweg beginnt in seiner ausführlicheren Variante in Würzburg und führt über Ochsenfurt und Uffenheim zunächst nach Rothenburg ob der Tauber. In seiner knapperen Form beginnt er erst in Rothenburg ob der Tauber und führt von da in etwa acht Tagesetappen nach Ulm. Durch das Jakobstor verlässt man die Stadt nach Wallhausen nördlich von Crailsheim (29 km). Von dort aus geht es nach Frankenhardt-Oberspeltach, westlich von Crailsheim (27 km), dann weiter auf den Hohenberg in der Gemeinde Rosenberg mit seiner weithin sichtbaren Jakobuskirche (18 km), von dort nach Abtsgmünd-Wöllstein (22 km), aus dem dortigen Kochertal hinüber ins Remstal nach Böbingen (18 km).
Von Böbingen im Remstal führt der Weg über Bargau steil auf die Schwäbische Alb hinauf zum Albtrauf und kreuzt dort den Schwäbische-Alb-Nordrand-Weg. Auf kurzer Strecke legt ein Pilger hier fast 300 Höhenmeter zurück, denn Bargau liegt 432 m, das sogenannte Himmelreich am Albtrauf schon 698 m über dem Meeresspiegel.
Der Jakobsweg führt weiter nach Böhmenkirch (24 km), von dort über die Hochfläche der Schwäbischen Alb nach Gussenstadt, Sontbergen, Zähringen, Ettlenschieß nach Lonsee (28 km). In einem weiteren Tagesmarsch führt der Weg über Scharenstetten, Temmenhausen, Bollingen, Mähringen und den Eselsberg nach Ulm (30 km).

### Varianten, Abzweigungen und Anschlüsse
Es gibt auch noch andere Teile des Netzes der Jakobswege in Franken und Schwaben, die durch diese Wegführung nicht erfasst sind. So wurde 2008 ein Göppinger Jakobsweg beschildert, der den Fränkisch-Schwäbischen in Bargau schneidet. Von Osten wiederum „stößt in Rothenburg ob der Tauber der Mittelfränkische Jakobusweg hinzu, der in Nürnberg nach dortiger Aufnahme der Fernroute von Prag seinen Anfang nimmt“. Ferner führt eine Route auch ab Rothenburg ob der Tauber über Schwäbisch Hall und Murrhardt nach Westen ins Neckartal nach Rottenburg am Neckar.
Der Fränkisch-Schwäbische Jakobsweg endet letztlich, gemeinsam mit dem Fränkischen Jakobsweg direkt aus Nürnberg kommend, am Ulmer Münster und wird ab da fortgeführt als Oberschwäbischer Jakobsweg bis Konstanz am Bodensee.

## Markierung und Beschreibung
Der Fränkisch-Schwäbische Jakobsweg ist fast durchgehend markiert mit einer weißen Jakobusmuschel auf blauem Grund. Er wird ausführlich beschrieben von Wolfgang W. Meyer. An vielen Abbiegungen sind weiterführende Schilder angebracht, im Verlaufe dann auch Aufkleber und kleine Wandertafeln.
Entlang des Weges können die Pilger in verschiedenen Kirchen Stempel für den Pilgerausweis erhalten.

## Stationen am Streckenverlauf

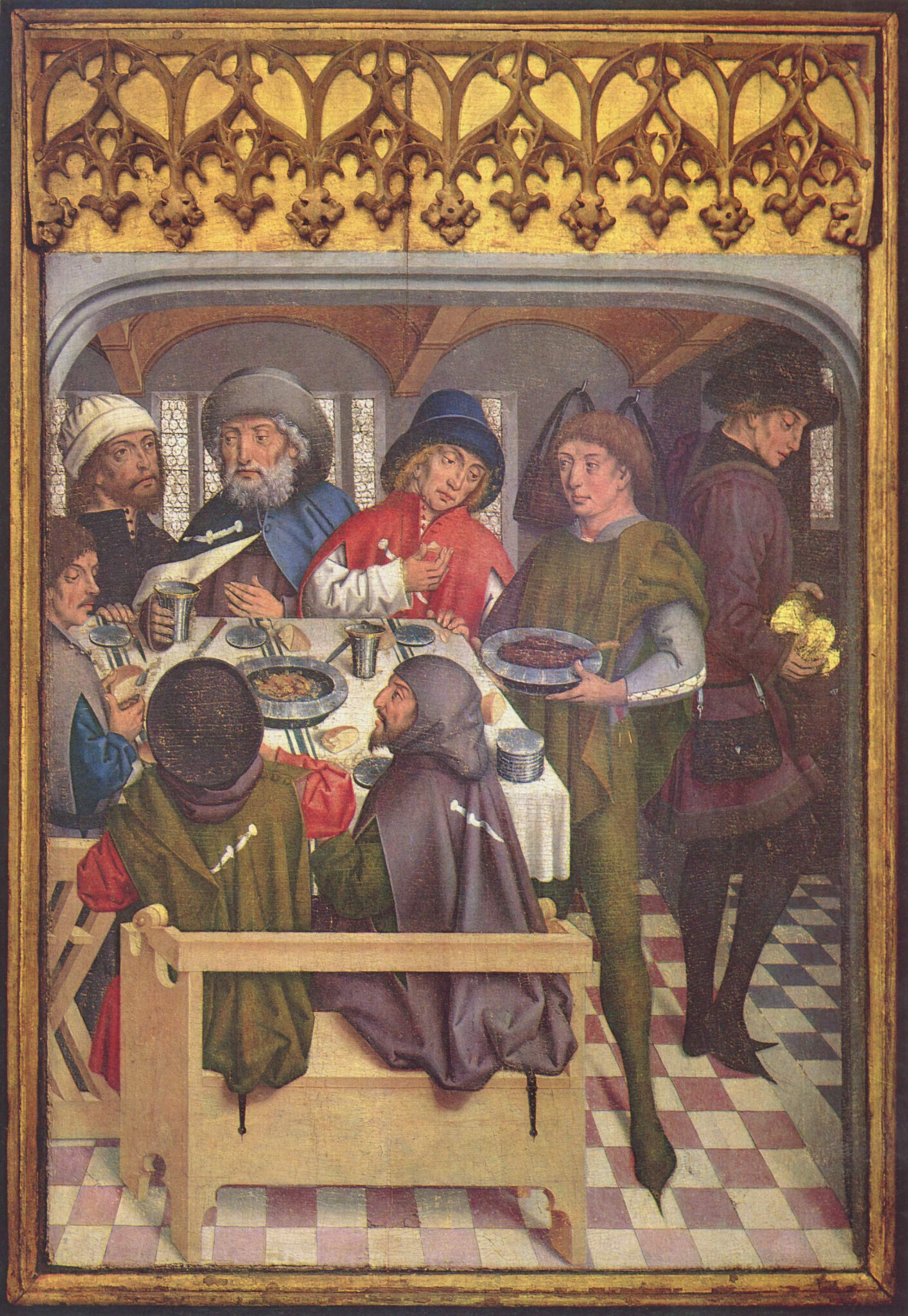
Gemälde von Friedrich Herlin in der Stadtpfarrkirche St. Jakob in Rothenburg mit dem Titel: „Das Mahl der Compostela-Pilger“, um 1466
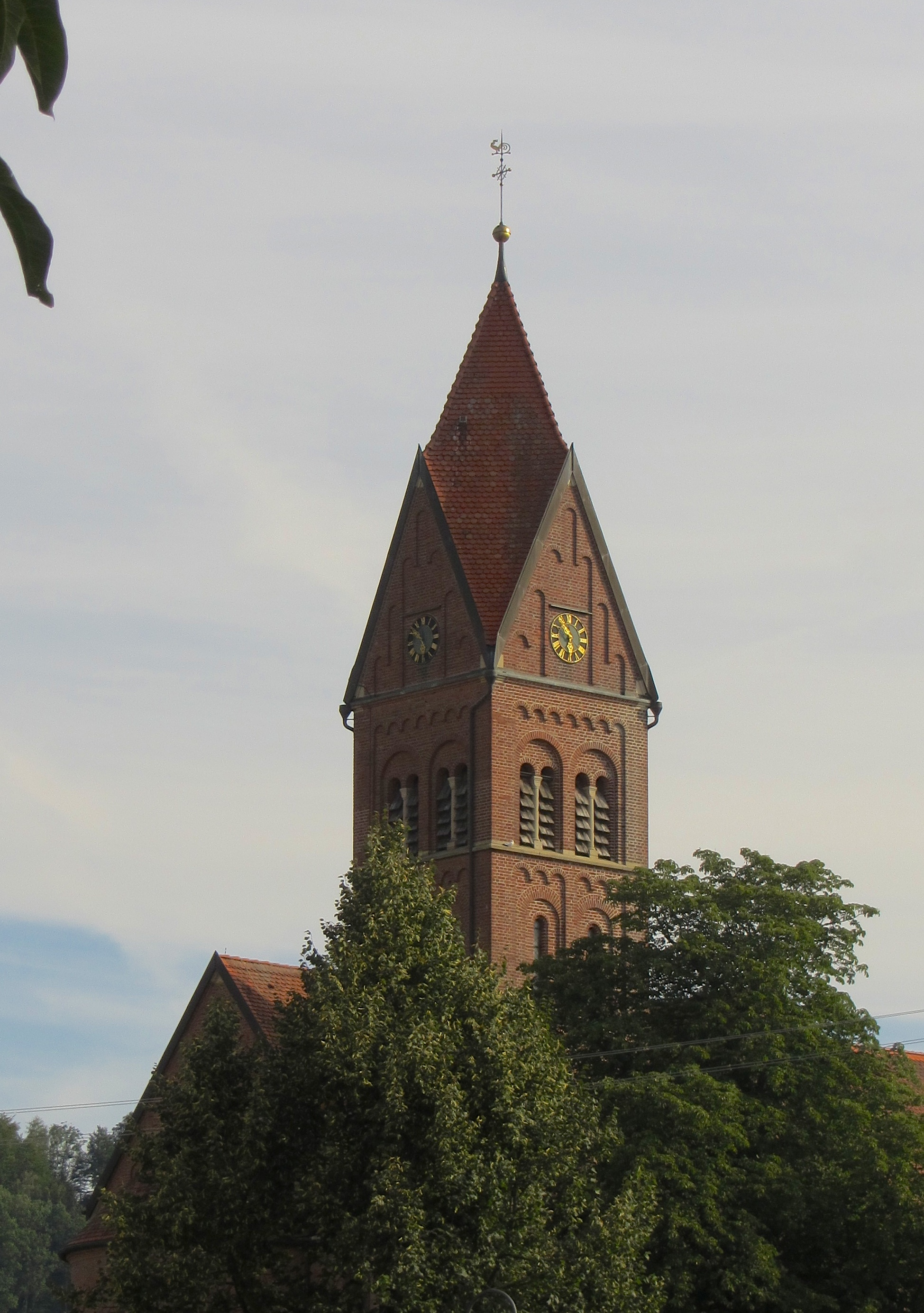
Der Pilgerstempel befindet sich in Bargau nicht in der Jakobuskirche, sondern auf dem dazugehörenden Friedhof.
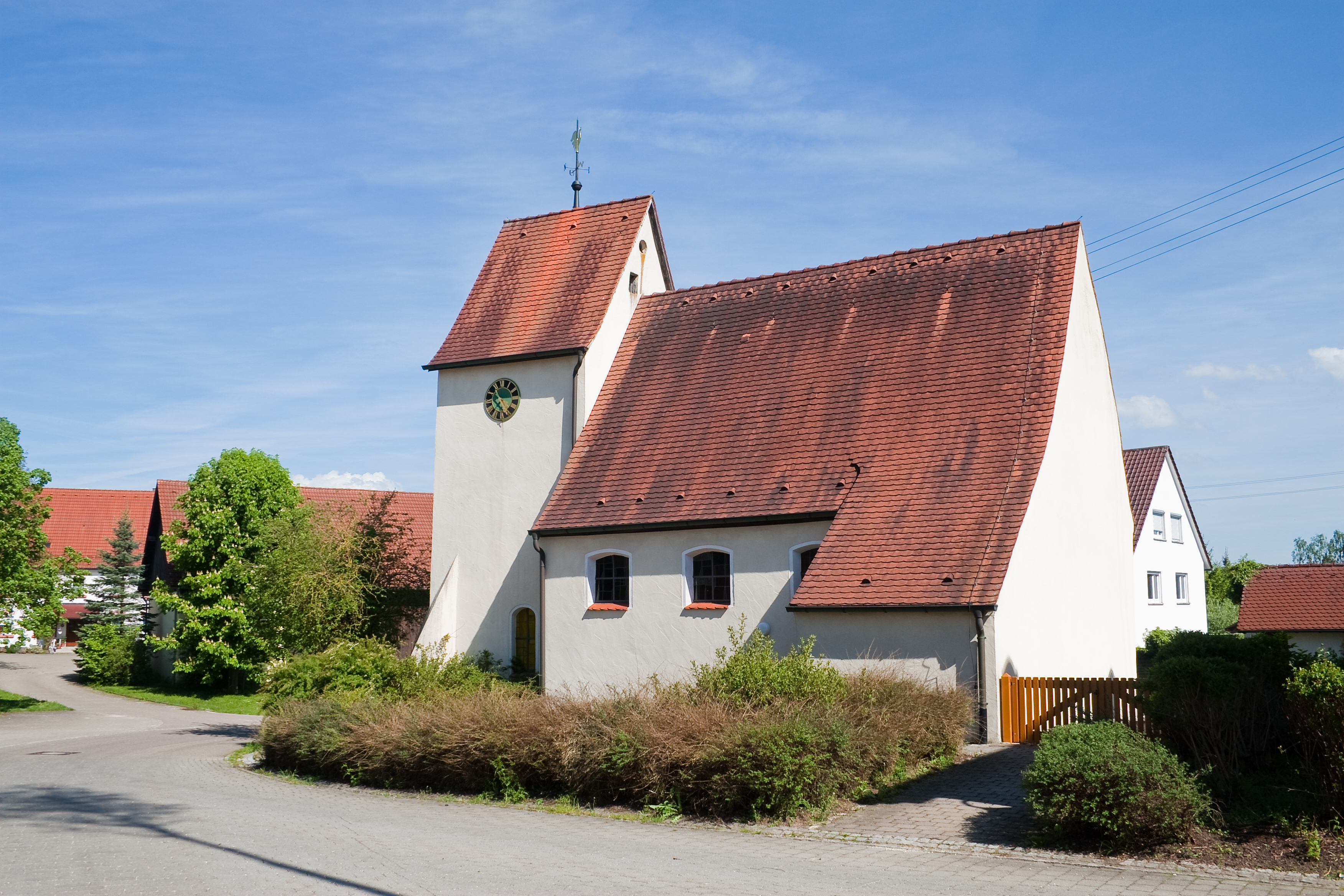
Evangelische Jakobuskirche in Sinabronn
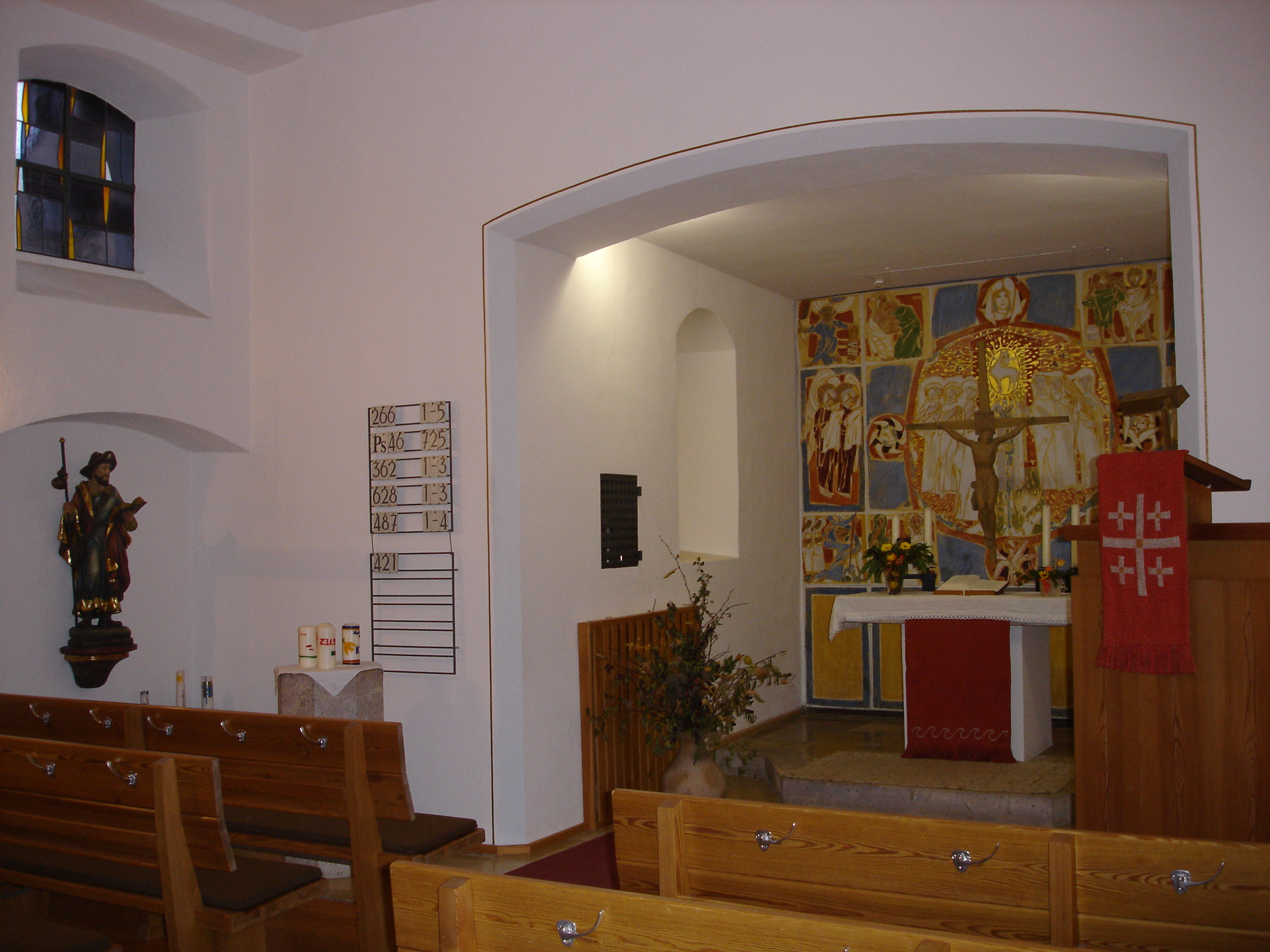
Links im Bild die Jakobsstatue in der Sinabronner Kirche, daneben befindet sich die Stempelstelle für Pilgerausweise.
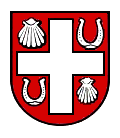
Halzhausen bei Lonsee führt die Jakobsmuschel im Ortswappen.
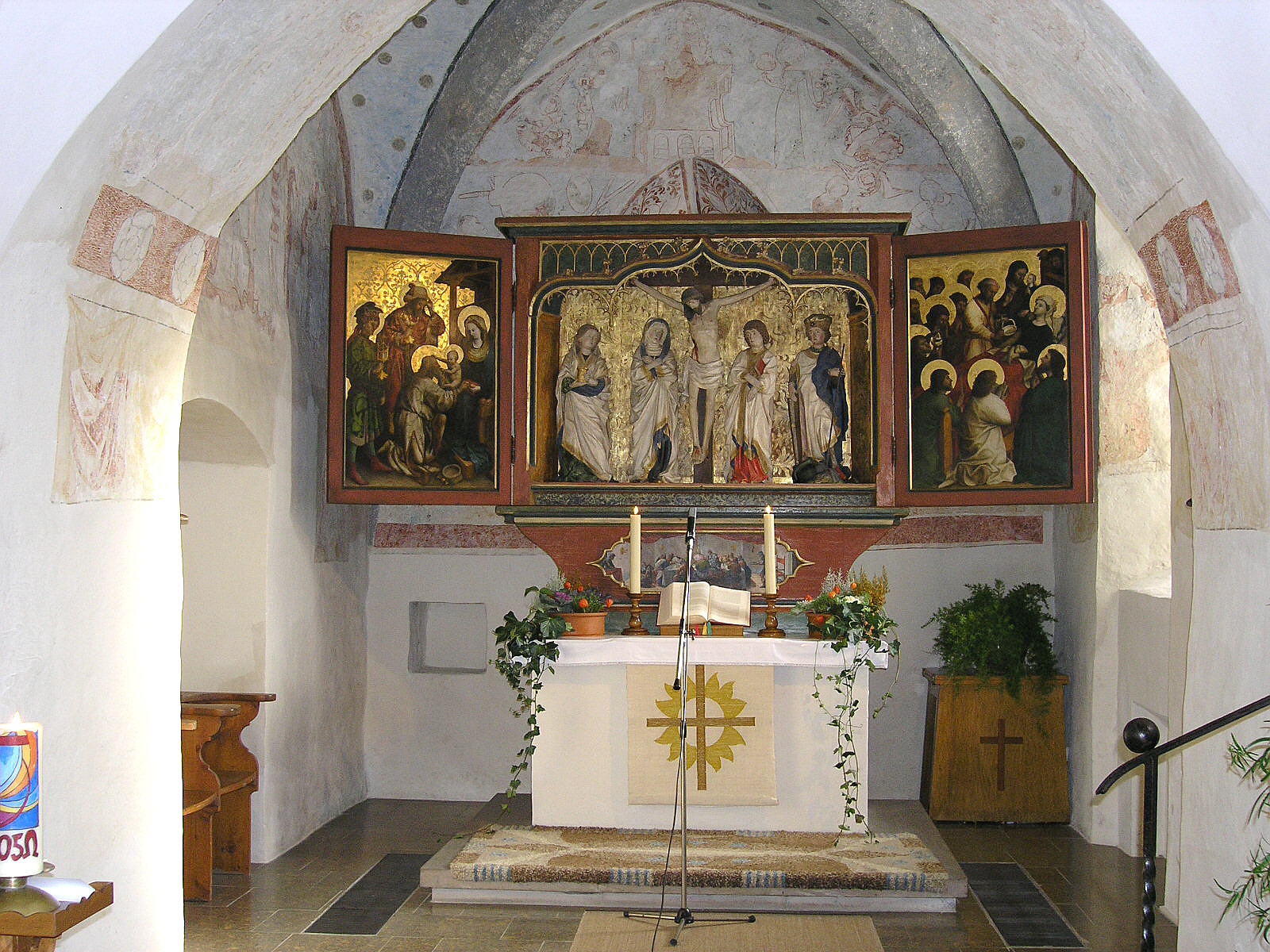
Der Flügelaltar von Scharenstetten, der – im aufgeklappten Zustand – rechts eine spätmittelalterliche Darstellung des Apostels Jakobus besitzt.
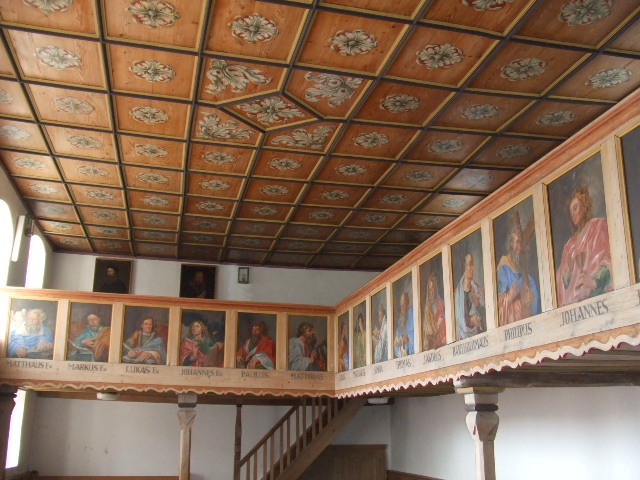
In der Nikolauskirche von Temmenhausen ist an der Empore neben allen andern Aposteln auch der Heilige Jakobus als Ölgemälde zu finden.